# Szabó Kálmán Tehetségprogram
A Szabó Kálmán Tehetségprogram egy középiskolásoknak szóló ösztöndíjprogram, amely a Budapesti Corvinus Egyetemen és az Eötvös Loránd Tudományegyetem Alkalmazott Közgazdaságtan szakán (ELTEcon) továbbtanuló diákok számára kíván segítséget nyújtani a továbbtanuláshoz.
A Szabó Kálmán Tehetségprogramot 2012-ben hozták létre a Rajk László Szakkollégium hallgatói. A Program célja, hogy olyan tehetséges középiskolásokat segítsen hozzá a továbbtanulás lehetőségéhez, akiknek a Program hiányában anyagi-szociális helyzetükből adódóan nem lenne meg ez a lehetőségük. A Programot a Rajkos szakkollégisták önkéntes munkája működteti, a támogatásokat vállalatok és magánszemélyek biztosítják - pályázatok mellett.
A Tehetségprogram Szabó Kálmán, a Corvinus Egyetem (akkor: Marx Károly Közgazdaságtudományi Egyetem) korábbi rektora után kapta a nevét. Szabó Kálmán maga is szívén viselte a vidékről származó tehetséges diákok sorsát, a társadalmi mobilitás elősegítése kifejezetten fontos törekvése volt munkássága során. Emellett Szabó Kálmán maga is népi kollégista volt, a Népi Kollégiumok pedig fontos példák voltak a Rajk László Szakkollégium alapítói előtt is, valamint fontos szerepet játszottak a magyar vidéki értelmiség kinevelésében, tehetséggondozásában is - erre törekszik a Szabó Kálmán Tehetségprogram is.

## A Szabó Kálmán Tehetségprogram támogatásának felépítése
A tehetségprogram három elemből tevődik össze. Ezek az ösztöndíj, a mentorprogram, és a tehetséggondozás neveket viselik. A program úgy lett kialakítva, hogy minden olyan problémára megoldást tudjon nyújtani, amivel egy nehezebb körülmények közül, kevésbé magas színvonalú középiskolából érkező fiatal egyetemista szembesül egyetemre, Budapestre kerülve.

### Ösztöndíj
A Tehetségprogramba bekerült diákok két féléven keresztül megkapják az egyetemi szakjuk tandíjának megfelelő összeget szabad felhasználású formában. Az állami támogatott képzésben résztvevők is, és a költségtérítéses szakra bekerülőknek sem kötelező azt tandíjra felhasználni. A Program alapvetően támogatja és javasolja diákjainak a Diákhitel2-t, vagyis a diákhitel kizárólag tandíjra fordítható változatát. Ez szaktól függően 440.000 - 700.000 forint támogatást jelent.

### Mentorprogram
A Program elkötelezett aziránt, hogy támogatottjait ne csak anyagilag segítse, hanem felmerülő emberi, szociális problémáik megoldásához is segítséget kíván nyújtani. A Mentorprogram azonban ezzel egy időben szakmailag is segítséget nyújt a támogatott számára.
A Programba bekerült frissen érettségizett ösztöndíjasok az első egyetemi évükhöz egy jelenleg is egyetemista mentort kapnak maguk mellé a Rajk László Szakkollégium tagságából. A mentor igyekszik az élet minden területén segíteni az ösztöndíjast, legyen szó akár a budapesti életbe való belerázódásról, egyetemi tárgyakról vagy bármi egyébről. Jellemzően minden támogatott olyan mentort kap maga mellé, aki hasonló szakon végez, vagy végzett az egyetemen, és hasonló érdeklődésű, tehát szakmai kérdésekben is értékes segítséget tud nyújtani.
Az első év végeztével az ösztöndíjasok egy már végzett szakkollégista mentort kapnak maguk mellé, (és formális kapcsolatuk megszűnik az első évbeni, egyetemista mentorukkal) aki elsősorban szakmailag igyekszik segíteni a legjobb út megtalálását. Persze az első év egyetemista mentorával is jellemzően megmarad a kapcsolat.

### Tehetséggondozás
A Tehetségprogram az anyagi, illetve emberi-szociális problémák mellett a maximális szakmai segítségnyújtásra is törekszik. A Program ingyenes nyelvórákat és tantárgyi felkészítőket is biztosít a Program Ösztöndíjasai számára.